# Giro delle Fiandre 2001
Il Giro delle Fiandre 2001, ottantacinquesima edizione della corsa e valido come secondo evento della Coppa del mondo di ciclismo su strada 2001, fu disputato l'8 aprile 2001, per un percorso totale di 269 km. Fu vinto dall'italiano Gianluca Bortolami, al traguardo con il tempo di 6h10'23" alla media di 43.576 km/h.
Partenza a Bruges con 195 corridori di cui 87 portarono a termine il percorso.

## Squadre partecipanti
| N.      | Cod. | Squadra                          |
| ------- | ---- | -------------------------------- |
| 1-8     | LOT  | Lotto-Adecco                     |
| 11-18   | DFF  | Domo-Farm Frites                 |
| 21-28   | MAP  | Mapei-Quick Step                 |
| 31-38   | TEL  | Team Deutsche Telekom            |
| 41-48   | FAS  | Fassa Bortolo                    |
| 51-58   | LAM  | Lampre-Daikin                    |
| 61-68   | RAB  | Rabobank                         |
| 71-78   | TAC  | Tacconi Sport-Vini Caldirola     |
| 81-88   | USP  | US Postal Service                |
| 91-98   | LIQ  | Liquigas-Pata                    |
| 101-108 | COF  | Cofidis, le Crédit par Téléphone |
| 111-118 | SAE  | Saeco Macchine per Caffè         |
| 121-128 | MER  | Mercatone Uno-Stream TV          |

| N.      | Cod. | Squadra                      |
| ------- | ---- | ---------------------------- |
| 131-138 | CST  | CSC-WorldOnline              |
| 141-148 | MCY  | Mercury-Viatel               |
| 151-158 | COA  | Team Coast                   |
| 161-168 | C.A  | Crédit Agricole              |
| 171-178 | VLA  | Vlaanderen-T Interim         |
| 181-188 | LAN  | Landbouwkrediet-Colnago      |
| 191-198 | COS  | Collstrop-Palmans            |
| 201-208 | BBT  | Bankgiroloterij-Batavus      |
| 211-218 | GST  | Gerolsteiner                 |
| 221-228 | FDJ  | La Française des Jeux        |
| 231-238 | A2R  | AG2R Prévoyance              |
| 241-248 | CTA  | Cantina Tollo-Acqua & Sapone |

## Ordine d'arrivo (Top 10)
| Pos. | Corridore          | Squadra      | Tempo    |
| ---- | ------------------ | ------------ | -------- |
| 1    | Gianluca Bortolami | Tacconi      | 6h10'23" |
| 2    | Erik Dekker        | Rabobank     | s.t.     |
| 3    | Denis Zanette      | Liquigas     | s.t.     |
| 4    | Rolf Sørensen      | CSC-Tiscali  | s.t.     |
| 5    | Daniele Nardello   | Mapei        | s.t.     |
| 6    | Chris Peers        | Cofidis      | s.t.     |
| 7    | Max Sciandri       | Lampre       | s.t.     |
| 8    | Ludo Dierckxsens   | Lampre       | s.t.     |
| 9    | Andrei Tchmil      | Lotto-Adecco | a 19"    |
| 10   | Romāns Vainšteins  | Domo         | s.t.     |